# Eddie Condon
Albert Edwin Condon (Goodland, 16 novembre 1905 – New York, 4 agosto 1973) è stato un musicista, chitarrista jazz, banjoista e bandleader statunitense; figura di spicco nel jazz di Chicago, suonava anche il pianoforte e cantava. Possedeva anche un night club a New York.

## Biografia

### Primi anni
Condon nacque a Goodland, Indiana, figlio di John e Margaret (nata McGraw) Condon. Crebbe a Momence, Illinois, e Chicago Heights, Illinois, dove frequentò St. Agnes e Bloom High School. Dopo aver suonato l'ukulele, passò al banjo e nel 1921 divenne un musicista professionista.
Quando aveva 15 anni, ricevette la sua prima tessera sindacale a Waterloo, Iowa.

### Carriera
Visse a Chicago per la maggior parte degli anni '20 e suonò con notabili del jazz come Bix Beiderbecke, Jack Teagarden e Frank Teschemacher. Lui e Red McKenzie formarono i Chicago Rhythm Kings nel 1925. Mentre erano a Chicago, Condon e altri musicisti bianchi andavano ai Lincoln Gardens per guardare e imparare da King Oliver e dalla sua band. Più tardi avrebbero frequentato il Sunset Café per vedere Louis Armstrong e i suoi Hot Five per gli stessi motivi.
Nel 1928, Condon si trasferì a New York. Organizzava spesso jam session per le case discografiche, a volte suonando con gli artisti che portava negli studi di registrazione, tra cui Louis Armstrong e Fats Waller. Organizzò sessioni di registrazione razzialmente integrate, quando queste erano ancora rare, con Fats Waller, Armstrong e Henry 'Red' Allen. Per un certo periodo suonò con la band di Red Nichols. Più tardi, dal 1938 ebbe una lunga collaborazione con la Commodore Records di Milt Gabler.
Una manciata di dischi furono pubblicati a suo nome tra la fine degli anni '20 e l'inizio degli anni '30: una sessione di due brani del 28 luglio 1928 fu registrata per la OKeh, ma pubblicata solo in Inghilterra. Il 30 ottobre 1928, un OKeh fu pubblicato come "Eddie Condon and his Footwarmers", con Jack Teagarden. Un'ulteriore sessione, l'8 febbraio 1929, produsse un disco pubblicato con il nome di "Eddie Hot Shots" e pubblicato nella serie hot dance della Victor. Nel 1932 registrò diverse sessioni con i Rhythmakers a New York. Nel 1933 furono registrate altre due sessioni per la Brunswick composte da 6 registrazioni, di cui solo 2 furono pubblicate negli Stati Uniti. Dal 1938 in poi Condon registrò per la Commodore e una sessione per la Decca.
Dalla fine degli anni '30 in poi fu un frequentatore abituale del jazz club di Manhattan Nick. La sofisticata variazione sulla musica di Dixieland creata da Condon e dai suoi colleghi venne soprannominata "Nicksieland". Condon odiava che la sua musica si chiamasse "Dixieland". Lui stesso non ha mai usato il termine e ha enfatizzato il suo punto di vista chiamando la sua prima autobiografia "We Called it Music". A questo punto, la sua cerchia regolare di soci musicali includeva Wild Bill Davison, Bobby Hackett, George Brunies, Edmond Hall e Pee Wee Russell. Nel 1939 apparve con "Bobby Hacket and Band" nel cortometraggio musicale del film Warner Brothers & Vitaphone, On the Air.
Condon fece una serie di trasmissioni radiofoniche jazz, Eddie Condon's Jazz Concerts, dal Town Hall di New York nel periodo 1944-1945, che furono trasmesse a livello nazionale. Queste registrazioni sopravvivono e sono state pubblicate dall'etichetta Jazzology.
Dal 1945 al 1967, gestì il suo jazz club di New York, Eddie Condon's, prima situato sulla West 3rd Street nel Greenwich Village, poi sulla 52nd Street vicino alla Sixth Avenue, nell'attuale sede della CBS; poi più tardi, sul lato sud della East 56th Street, a est della Second Avenue. Negli anni '50, Condon registrò una serie di album classici per la Columbia Records. I musicisti coinvolti in questi album, e nel club di Condon, comprendevano Wild Bill Davison, Bobby Hackett (cornetta), Billy Butterfield (tromba), Edmond Hall, Peanuts Hucko, Pee Wee Russell, Bob Wilber (clarinetto), Cutty Cutshall, Lou McGarity, George Brunies (trombone), Bud Freeman (sax tenore), Gene Schroeder, Dick Cary, Ralph Sutton (pianoforte), Bob Casey, Walter Page, Jack Lesberg, Al Hall (basso), George Wettling, Buzzy Drootin, Cliff Leeman (batteria).
Condon fece un tour in Gran Bretagna nel 1957 con una band che comprendeva Wild Bill Davison, Cutty Cutshall, Gene Schroeder e George Wettling. Il suo ultimo tour fu nel 1964, quando portò una band in Australia e Giappone. Gli uomini di Condon, in quel tour, erano Buck Clayton (tromba), Pee Wee Russell (clarinetto), Vic Dickenson (trombone), Bud Freeman (sax tenore), Dick Cary (pianoforte e corno contralto), Jack Lesberg (basso), Cliff Leeman (batteria), Jimmy Rushing (voce). Billy Banks, un cantante che aveva registrato con Condon e Pee Wee Russell nel 1932 e che aveva vissuto nell'oscurità in Giappone per molti anni, si presentò a uno dei concerti del 1964: Pee Wee gli chiese "hai altri concerti?".
Nel 1948 fu pubblicata l'autobiografia di Condon We Called It Music. Eddie Condon's Treasury of Jazz di Eddie Condon (1956) è una raccolta di articoli curati congiuntamente da Condon e Richard Gehman.
Un collaboratore degli ultimi giorni, il clarinettista Kenny Davern, descrisse un concerto di Condon: "Era sempre emozionante ricevere una chiamata da Eddie e con un concerto coinvolto ancora di più. Ricordo di aver mangiato in anticipo con Bernie (Previn, tromba) e Lou (McGarity, trombone) e che tutti erano di buon umore. C'era fermento, tutti avevamo avuto gusto e c'era un'atmosfera fantastica nella musica."
Condon andò in tournée e partecipò a festival jazz fino al 1971. La sua ultima apparizione pubblica fu alla New School for Social Research di New York nell'aprile 1973, dove suonò con molti dei suoi clienti abituali. Il concerto è stato registrato (Chiaroscuro Records CRD110).
Durante gran parte della sua carriera Condon suonò e registrò utilizzando una chitarra a quattro corde. Tuttavia non ha mai realizzato un assolo con questo strumento, almeno non su disco.

### Vita privata
Condon sposò la copywriter di moda Phyllis Smith nel 1942. Ebbero due figlie, Maggie e Liza.

### Morte
Il 4 agosto 1973, Condon morì di una malattia ossea al Mount Sinai Hospital di New York. Aveva 67 anni. Il suo funerale si tenne nella cappella di Frank E. Campbell a Manhattan. Gli sopravvissero la moglie e due figlie.

## Discografia
- Ringside at Condon's (Savoy, 1956)
- At Newport with Louis Armstrong (Columbia, 1956)
- Confidentially...It's Condon (Design, 1958)
- Dixieland Dance Party (Dot, 1958)
- Eddie Condon is Uptown Now! (MGM, 1958)
- Tiger Rag and All That Jazz (World Pacific, 1960)
- A Legend (Mainstream, 1965)
- The Eddie Condon Concerts (Chiaroscure, 1972)
- Jazz at the New School (Chiaroscure, 1972)
- The Spirit of Condon (Fat Cat's Jazz, 1973)
- The Immortal Eddie Condon (Olympic, 1974)
- Eddie Condon in Japan (Chiaroscure, 1977)
- Eddie Condon Wild Bill Davison Jam Session (Jazzology, 1980)
- Eddie Condon and His Jazz Concert Orchestra (Jazz Bird, 1981)
- That Toddlin' Town (Atlantic, 1985)
- The Town Hall Concerts (Jazzology, 1988–1996)
- Dixieland Jam (Columbia, 1989)[11]
- The Definitive Eddie Condon and His Jazz Concert All-Stars Vol. 1 (Stash, 1990)
- A Night With Eddie Condon Kenny Davern with Eddie Condon (Arbors, 2001)
- Eddie Condon & Bud Freeman: Complete Commodore and Decca Sessions (Mosaic, 2015)[12]